# Dignitas
Dignitas je švajcarska neprofitna organizacija koja pruža asistirano samoubistvo za one članove organizacije koji pate od neizlečivih, teških fizičkih ili psihičkih bolesti, potpomognuto od strane obučenih (i od organizacije nezavisnih) švajcarskih lekara. Udruženje "DIGNITAS - Živeti dostojanstveno - umreti dostojanstveno" je osnovano 17. maja 1998 godine u Forhu kod Ciriha. Pored toga, ova organizacija pruža savete o palijativnoj nezi, zdravstvenu negu i prevenciju pokušaja samoubistva. Članovi Dignitasa, koji se odluče na asistirano samoubistvo, moraju biti pri čistoj svesti i sami u mogućnosti da izvrše poslednji čin samoubistva i moraju uputiti zvaničan zahtev za samoubistvo koji uključuje pismo koje objašnjava njihovu želju da umru i medicinske izveštaje koji pokazuju dijagnozu i pokušane tretmane. Za osobe sa teškim psihičkim oboljenjima, Švajcarski vrhovni sud zahteva i detaljan medicinski izveštaj psihijatra koji je utvrdio pacijentovo stanje.

## Istorija i metod
Dignitas je 17. maja 1998. godine osnovao Ludvig Mineli, švajcarski advokat u oblasti ljudskih prava. Švajcarski zakon kaže da je pomaganje pri samoubistvu dozvoljeno ukoliko nije motivisano sebičnim razlozima. Osoba koja želi da umre ima privatne konsultacije sa nekoliko članova osoblja Dignitasa i sa lekarom koji nije član ove organizacije. Lekar razmatra dokaze koje je pacijent unapred pripremio. Konsultacije se obavljaju dva puta, sa određenim vremenskim razmakom između njih. Zatim se piše legalan dokument sa razlozima zašto pacijent želi da umre koji potpisuju pacijent i svedoci. U slučaju da pacijent fizički nije u mogućnosti da potpiše dokument, pravi se kratak video u kojem se od pacijenta traži da potvrdi svoj identitet, želju da umre i razloge iza te želje i da to čine slobodne volje bez ikakvog oblika ubeđivanja ili navođenja. Ovaj dokument/video je privatan i čuva se samo za pravne potrebe.
Konačno, nekoliko minuta pre nego što se da smrtonosna doza, osoblje podseća pacijenta da će ga doza sigurno ubiti. Takođe, osoblje nekoliko puta pita pacijenta da li želi da nastavi i daju mu vremena na dublje razmisli. Ovo omogućava pacijenta da zaustavi proces u bilo kom trenutku. Ipak, ako je pacijent odlučan da nastavi, smrtonosna doza mu se daje i on je konzumira.

### Metod samoubistva
Dignitas uglavnom koristi sledeći protokol za asistirana samoubistva: oralna doza antiemetika, otprilike pola sata kasnije smrtonosna doza od 15 grama pentobarbitala rastvorenog u čaši vode. Predoziranje pentobarbitalom utiče na centralni nervni sistem čineći osobu pospanom, a 3-5 minuta nakon što popije dozu, osoba zaspiva. Anestezija prelazi u komu, a kasnije, kako pacijentovo disanje postaje pliće, dolazi do prekida disanja i smrti, koja nastupa 30-40 minuta od konzumiranja pentobarbitala.
Samo u četiri slučaja 2008. godine korišćen je helijum gas umesto predoziranja pentobarbitalom. Međutim ovaj metod je odbačen zbog korišćenja leka izdanog na recept, kako bi se poštedeli lekari koji su odobrili asistirano samoubistvo.

## Spoljašnje veze
- Dignitas veb stranica
- Exit home page
- Dignitas: Swiss suicide helpers (BBC news article about Dignitas, Last Updated: Monday, January 20, 2003, 14:38 GMT)
- Death of Sir Edward Thomas Downes, CBE at Dignitas (BBC News Item – July 2009)
- Jacob Appel. "Next: Assisted Suicide for Healthy People". Huffington Post. July 16, 2009.
- Guide to Dignitas Архивирано 2009-09-12 на сајту  by Voluntary Euthanasia Society of New South Wales
- Lydvig Minelli